# Marianao
|  | Aquest article tracta sobre el districte de Sant Boi de Llobregat. Si cerqueu la ciutat de Cuba, vegeu «Marianao (Cuba)». |

Marianao és un barri de Sant Boi de Llobregat (Baix Llobregat), situat al nord-oest del nucli urbà, a continuació de l'eixample. Té dues parts ben definides: Barri de Marianao i Urbanització de Marianao.
Dins del barri s'hi troba el casal de l'Olivera, la Fundació Marianao i el casal de Marianao.
Hi ha un conveni de germanor amb el barri cubà de l'Havana Marianao.

## Barri
Marianao és un barri residencial situat a la part alta de Sant Boi de Llobregat en el que actualment viuen 31.822 habitants de diverses nacionalitats, i està situat entre el barris de "Ciutat Cooperativa" i "Camps Blancs". S'hi poden trobar diversos equipaments, així com el centre de salut mental "Benito Menni", situat a la part més baixa.
A la part més alta hi ha una zona residencial amb les cases més grans i luxoses de tot el municipi, així com el Parc de Marianao, construït al voltant del Palau Marianao, que va fer construir Salvador Samà i Torrents, segon marqués de Marianao, al segle xix.
Marianao també compta amb diversos equipaments esportius, entre els quals destaquen el Poliesportiu "Pau Gasol", així com els estadis de futbol Marianao Poblet i Joan Baptista Milà, seu oficial de l'equip del "Futbol Club Santboià", que milita a la Tercera Divisió de futbol.

## Història
El barri de Marianao deu el seu nom als seus antics propietaris, els marquesos de Marianao, que hi posseïen la residència del Palau de Marianao i l'ampli parc que l'envolta. Construïts fa més d'un segle, eren propietat del marquès, successor d'una família catalana establerta a Cuba, enriquida amb diversos negocis, inclòs el tràfic d'esclaus negres entre Àfrica i Amèrica.
El 13 d'octubre de 1959, en un nota del diari cubà "El Sol" s'anunciava el sorgiment d´una àrea residencial de nom Marianao a dotze quilòmetres de Barcelona, a la finca de l'antic marquès Salvador de Samà i Torrents. El diari es referia a aquesta urbanització com "la más prometedora y mejor planificada de España". Eren els terrenys ocupats per l'actual zona residencial del Parc de Marianao de Sant Boi de Llobregat. El Pla era una urbanització de tipus ciutat-jardí, concebuda inicialment amb tota mena de comoditats. En el projecte presentat a l'Ajuntament el 1944, s'esmenta la intenció de construir un hotel, un casino i una zona comercial. L'abandó de la urbanització es produí quan a finals dels anys cinquanta, els promotors veieren frustrat el seu projecte de poder vendre una urbanització de luxe.
Les primeres construccions d'aquest barri de Sant Boi de Llobregat van ser unes masies dels segles xvi i xvii, pel fet que el municipi de Sant Boi estava creixent bastant. Al segle xx, a causa del creixement espectacular de Sant Boi (de 10.000 hab. el 1935 fins als 84.500 hab. el 2020), les masies es van anar demolint i es van anar construint edificis d'entre 3 i 5 plantes. Queden poc més de 30 masies i cases anteriors del gran creixement de la ciutat (principalment a prop de la Plaça Generalitat).

## Urbanisme
Al barri de Marianao els edificis, en general, tenen entre 3 i 5 plantes, amb l'excepció de 4 edificis que en tenen més de 8. Els carrers són rectes i llargs, i totes les construccions són relativament noves. Queden algunes masies antigues entre els edificis alts.
En aquest barri hi ha bastants parcs i places.
A la urbanització que es troba entre el barri de Marianao i la Muntanya de Sant Ramon, Can Paulet, les construccions són unifamiliars.

### Carrers principals
Els carrers principals d'aquest barri són:
- Joaquin Rubio i Ors
- Eusebi Güell
- Ronda Sant Ramon
- Victôria
- Antoni Gaudí
- Pablo Picasso
- Plaça Generalitat
- Rosselló
- Montmany
- Llibertat
- Raurich
- Girona
- Providència
- Riera Gasulla
- Lepanto
- Avinguda de Can Carreras

## Centres educatius
Els principals centres educatius del barri són:
- Escola Marianao
- Escola Antoni Gaudí
- Escola Benviure
- Escola Sant Josep
- Escola Sant Tomàs
- Escola Salesiana Mare de Déu dels Dolors
- Escola Vicente Ferrer
- Institut Marianao